# Шантили (Вирџинија)
Шантили (енгл. Chantilly) насељено је место без административног статуса у америчкој савезној држави Вирџинија.

## Демографија
По попису из 2010. године број становника је 23.039, што је 18.002 (-43,9%) становника мање него 2000. године.
| Група             | 2000.          | 2010.          |
| Белци             | 28.372 (69,1%) | 11.283 (49,0%) |
| Афроамериканци    | 2.046 (5,0%)   | 1.506 (6,5%)   |
| Азијати           | 6.716 (16,4%)  | 5.814 (25,2%)  |
| Хиспаноамериканци | 2.818 (6,9%)   | 3.661 (15,9%)  |
| Укупно            | 41.041         | 23.039         |